# منطقة بوغانفيل ذاتية الحكم
منطقة بوغانفيل المتمتعة بالحكم الذاتي، التي كانت تعرف سابقا بمقاطعة جزر سليمان الشمالية، هي منطقة مستقلة في بابوا غينيا الجديدة. وأكبر الجزر هي جزيرة بوغانفيل (وهي أيضا أكبر جزيرة في أرخبيل جزر سليمان) والعاصمة المؤقتة هو بوكا، وإن كان من المتوقع أن تصبح أراوا العاصمة دائمة في المستقبل، يبلغ عدد سكان المنطقة 249,358 نسمة (تعداد عام 2011)، جزيرة بوغانفيل هي جزء من أرخبيل جزر سليمان من الناحية الإيكولوجية والجغرافية، ولكنها ليست جزءا سياسيا من دولة جزر سليمان، إن بوكا وبوغانفيل، ومعظم جزر سليمان هي جزء من المنطقة الإيكولوجية للغابات المطيرة في جزر سليمان، إن التنوع البيولوجي للمنطقة مهدد بشدة بأنشطة التعدين، التي يقوم بها في الغالب مستثمرون أجانب.

## التقسيم الإداري
تنقسم المنطقة لـ 3 مناطق والتي تنقسم بدورها لـ 12 مناطق فرعية (حكومات محلية).
| المنطقة       | المركز      | المساحة   | السكان (إحصاء 2011) | التقسيمات الإدارية |
| ------------- | ----------- | --------- | ------------------- | ------------------ |
| وسط بوغانفيل  | أروا، كييتا | 2،592 كم² | 58860 نسمة          | 2                  |
| شمال بوغانفيل | بوكا        | 3007 كم²  | 109،023 نسمة        | 6                  |
| جنوب بوغانفيل | بوين        | 3785 كم²  | 81،675 نسمة         | 4                  |

## استفتاء الاستقلال
استمر استفتاء الاستقلال أسبوعين وتم إعلان نتائجه بتاريخ 11 ديسمبر 2019 وأظهرت النتائج أن حوالي 176,928 شخص صوتوا لصالح الاستقلال بنسبة 97.71 % من الأشخاص الذين شاركوا بالاستفتاء، النتيجة غير نهائية والتى يستلزم أن يوافق عليها برلمان بابوا غينيا الجديدة.

### نتائج الاستفتاء
| البيان                                | العدد   |
| ------------------------------------- | ------- |
| الناخبين الذين لهم الحق في المشاركة   | 206,731 |
|                                       |         |
| المشاركين في الاستفتاء                | 181,067 |
| الأصوات الباطلة                       | 1,096   |
|                                       |         |
| الأصوات الصحيحة                       | 179,971 |
|                                       |         |
| المصوتين لصالح الاستقلال              | 176,928 |
| المصوتين لصالح المزيد من الحكم الذاتي | 3,043   |